# Ту-123
Ту-123 «Яструб» — радянський надзвуковий дальній безпілотний розвідник, виробництва КБ Туполєва.
Призначався для ведення фото- і радіорозвідки на дальність до 3200 км. Спроєктований на основі дослідного безпілотного ударного літака-снаряда Ту-121. Інше позначення: ДБР-1 (дальній безпілотний розвідник).

## Історія
Проєкт «літака 123» передбачав міжконтинентальний надзвуковий безпілотний літак-снаряд з термоядерним зарядом, створений на базі «літака 121» (Ту-121, виріб «З»). Відмінність «123-го» було у великих розмірах і більш потужному ТРДД НК-6, астроінерціальній системі управління.
Також був ескізний проєкт «літака 133» з додатковими підвісними паливними баками.
Всі роботи по 121, 123 та інших аналогічних проєктах були припинені як безперспективні та було вирішено розвивати ударні системи на основі балістичних ракет. Назва «літак 123» перейшло до нового проєкту БПЛА — розвідувального.
Розробка БПЛА Ту-123 була розпочата в ОКБ-156 А. Н. Туполєва в 1960 році, а точніше, в його новому підрозділі «відділ К». 16 серпня 1960 року вийшла Постанова СМ СРСР про створення безпілотного літака-розвідника ДБР-1 «Яструб». На відміну від вихідного літака І121К, згідно з новим призначенням розвідувальний БПЛА повинен був обладнуватися апаратурою фото- і радіорозвідки, системами повернення в задану точку і безпечної доставки на землю отриманих розвідувальних матеріалів. Додатково КБ доручалося опрацювати можливість багаторазового використання цього безпілотника.
Новий літак-розвідник отримав позначення І123К (Ту-123) або ДБР-1 (дальній безпілотний розвідник). Заводські випробування були завершені у вересні 1961 року, а державні — у грудні 1963 року. Постановою Ради Міністрів СРСР № 444-178 від 23 травня 1964 року система дальньої безпілотної фото- і радіотехнічної розвідки ДБР-1 «Яструб» була прийнята на озброєння ВПС СА.
Серійне виробництво здійснювалося в Воронежі, на заводі № 64, з 1964 по 1972 р. Всього було виготовлено 52 вироби.
Система стояла на озброєнні розвідувальних підрозділів ВПС, що дислокувалися в західних прикордонних військових округах, до 1979 року. Теоретично розвідники могли виконувати завдання над всією центральною і західною Європою, хоча реальних польотів БПЛА над цією територією не виконувалося. Однак, запуски цих БПЛА в ході навчань неодноразово підтверджували високу надійність і заявлені льотно-технічні характеристики.
А після прийняття на озброєння розвідника Міг-25Р комплекси ДБР-1 поступово стали знімати з експлуатації.

## Конструкція
Система ДБР-1 складалася зі стартового автомобіля САРД-1 (СТА-30) на базі ракетного тягача МАЗ-537 з напівпричепом — стартової установки СУРД-1 (СТ-30), контрольно-стартової машини КАРД-1С (КСМ-123) та власне БПЛА.
Літак являв собою суцільнометалевий моноплан з трикутним крилом і трапецієподібним оперенням. Крило мало стрілоподібність по передній кромці 67 град., по задній кромці була невелика зворотна стрілоподібність 2 град. Крило не мало ніяких засобів механізації й управління, і все управління БПЛА в польоті здійснювалося цільноповоротним кілем і стабілізатором, причому стабілізатор відхилявся синхронно — для керування по тангажу, і диференціально — для управління по крену. Привід рульових поверхонь — гідравлічними рульовими приводами, охолоджуваними в польоті спиртоводяною сумішшю. Фюзеляж конструктивно складався з шести відсіків.
У носовому відсіку Ф-1 монтувалася вся розвідувальна і частина навігаційно-пілотажної апаратури. Цей відсік був багаторазовим приладовим контейнером що саджався окремо, тоді як інша частина БПЛА (відсіки Ф-2 — Ф-6) була одноразовою. Відсіки Ф-2, Ф-3 і Ф-4 являли собою суцільнозварні інтегральні паливні баки для паливної системи ємністю 19000 літрів. У кормових відсіках Ф-5 і Ф-6 встановлювався турбореактивний двигун КР-15-300, агрегати електроустаткування, рульові приводи, гальмівний парашут, система охолодження.
Короткоресурсний двигун КР-15-300 створювався в КБ С. Туманського спеціально під БПЛА Ту-121 і був розрахований для виконання крейсерських висотних надзвукових польотів. Двигун мав максимальну форсажну тягу 15000 кгс., але в польотному форсажном режимі тяга становила близько 10000 кгс. Двигун був розрахований на ресурс в 50 мотогодин. Для старту і розгону на літаку встановлювалися два стартових твердопаливних прискорювача ПРД-52 з тягою 75000-80000 кг кожен. Прискорювачі після роботи відокремлювалися від фюзеляжу БПЛА на п'ятій секунді після старту. Максимальна швидкість апарату 2700 км/год.
У носовій контейнері знаходився перспективний аэрофотоаппарат AFA-41/20М, три планових аэрофотоаппарата AFA-54/100М, фотоелектричний експонометр СУ3-РЕ, станція радіотехнічної розвідки (РТР) СРС-6РД «Ромб-4А», доплерівська навігаційна станція, радіовідповідач, радіомаяк, автономна система електропостачання, система кондиціонування і наддуву, парашутна посадочна система, чотиристійкове шасі з пневмоприводом.
Для зручності обслуговування носовий контейнер технологічно розстиковувався на три частини (відсіки), без роз'єднання комунікацій та електрокабелів. До літака (відсіку Ф-2) контейнер кріпився чотирма пневмозамками. Зберігання і транспортування носового контейнера проводилася у спеціальному автомобільному закритому напівпричепі.
Система управління БПЛА — програмований перед польотом за заданим маршрутом навігаційно-пілотажний комплекс. На кінцевому етапі повернення літак наводився з приводної радіостанції комплексу.

## Експлуатація
Попередня підготовка БПЛА до вильоту забезпечувалася засобами технічної позиції, і при цьому одна техпозиція могла забезпечити роботу декількох стартових позицій. Перевірка систем проводилася з кузова КСМ-123, команда на старт видавалася з СТА-30 або за допомогою виносного пульта, оскільки було небезпечно перебувати в кабіні тягача при старті майже тридцятиметрового виробу. Для запуску двигуна на літаку стояли два стартер-генератори, для живлення яких довелося допрацьовувати силову установку МАЗ-537 установкою авіаційного генератора на 28 вольтів.
БПЛА стартував зі стріли установки СТ-30 з кутом +12 град. до горизонту. На п'ятій секунді відділялися стартові прискорювачі, на дев'ятій секунді відстрілювався дозвукових колектор повітрозабірника. Літак досягав маршової висоти польоту 19 км, яка в міру випрацювання палива в кінці маршруту становила 22,8 км. Політ і робота фотоустановок відбувалися за раніше закладеною програмою. Після розвороту назад і підльоті до місця посадки на відстані 400—500 км автоматично включалася бортова апаратура радіоприводу.
На землі в цей час працювала РЛС системи ДБР-1 у режимі огляду. Після захоплення і впізнання БПЛА РЛС переходила в режим автосупроводу і включалася система радіоприводу, що видавала команди на борт про радіонаведення і приземлення приладового відсіку в заданій точці. Проводився зупинка двигуна, злив залишків палива з баків і переведення БПЛА в режим набору висоти з метою більш ефективного гасіння швидкості. Випускався гальмівний парашут над соплом двигуна і БПЛА починав зниження. Потім відстрілювався приладовий носовий відсік БПЛА і вводився в дію посадковий парашут відсіку. Для амортизації випускалися чотири опори шасі, і після приземлення включався автоматичний радіомаяк, для полегшення пошуку приладового відсіку наземної командою.
Відсік приладів розроблявся як багаторазовий, а ось інша частина БПЛА була одноразовою — гальмівний парашут не рятував від руйнування центральну і хвостову частину літака.